# Saint-André-de-Sangonis
Saint-André-de-Sangonis é uma comuna francesa na região administrativa de Occitânia, no departamento de Hérault. Estende-se por uma área de 19,6 km². Em 2010 a comuna tinha 6 167 habitantes (densidade: 314,6 hab./km²).